# Il Riformista
Il Riformista (deutsch: Der Reformer) ist eine im Oktober 2002 gegründete italienische, auf Politik und Wirtschaft spezialisierte Zeitung.
Ihre Redaktion befindet sich in Rom.
Ihre Ausrichtung wird als liberal-konservativ beschrieben.